# مسعود نجابتي
مسعود نجابتي هو خطاط ومصمّم الغرافيك أستاذ جامعي إيراني في «مدرسة طهران للفنّ» وحائز على الماجيستير في التصميم. فنّان ملتزم ومتديّن, هو المسؤول على التصميم الغرافيكي للحضرة الرضوية المقدسة ومسجد جمكران.
و هو مصمم شعار معلم مليتا للسياحة الجهادية في لبنان.
1. ↑  مليتا ـ المعلم السياحي الذي يحكي المقاومة "نسخة مؤرشفة". مؤرشف من الأصل في 2017-05-01. اطلع عليه بتاريخ 2021-03-22.{{استشهاد ويب}}:  صيانة الاستشهاد: BOT: original URL status unknown (link)